# 阿道夫·达斯勒
阿道夫·「阿迪」·达斯勒（Adolf "Adi" Dassler ，1900年11月3日—1978年9月6日）是德国运动服装公司阿迪達斯的创始人，也是PUMA的创始人魯道夫·達斯勒的弟弟。

## 生平
阿道夫在第一次世界大戰後退伍，並開始在母親的家裡生產運動鞋。20歲時，阿道夫接手了父親克里斯托夫的製鞋作坊，主要產品也從拖鞋轉為運動鞋。與此同時，鞋釘工匠切萊因兄弟（Gebrüder Zehlein）也開始向阿道夫供應手工打造的鞋釘。
1924年，阿道夫和兄長魯道夫聯合成立了「達斯勒兄弟鞋廠」（Schuhfabrik Gebrüder Dassler）。隨著1930年代希特勒的崛起，達斯勒兄弟倆都被這位極具風采的政客吸引，加入了納粹黨，魯道夫被認為是更為熱心的國家社會主義者。1936年柏林奧運會期間，達斯勒兄弟力排眾議向美國黑人運動員傑西·歐文斯提供鞋釘，結果歐文斯連奪四枚奧運金牌，達斯勒兄弟鞋廠也一炮而紅。
1943年的一場誤會引發了兩兄弟的不和：二次大戰期間，有一次鲁道夫一家人為了躲避盟軍的轟炸而躲到了阿道夫一家的防空洞裏面，阿道夫不經意地說了一句：「那些死雜種又來了」。後來阿道夫解釋「死雜種」指的是盟軍的軍機飛行員，但是魯道夫卻認為「死雜種」指的是自己一家人。後來魯道夫被美軍俘獲，魯道夫更加相信是阿道夫向美軍出賣了自己。二戰結束後，達斯勒兄弟鞋廠復業，有47名員工，並以帆布與美軍燃油槽提煉出合成橡膠，製成戰後第一款運動鞋。
1948年，長久的不和最終導致兩人分道揚鑣：阿道夫另外建立了自己的品牌「阿迪達斯」；而魯道夫則在黑措根奥拉赫河的另一邊建立了自己的品牌「Puma」（意思是「美洲獅」）。據說兩兄弟直到離世也沒有再往來過，甚至身故後也不願葬在對方身邊。直到2009年愛迪達和PUMA兩間企業的員工在黑措根奥拉赫舉行了一場足球友誼賽，才為兩兄弟之間長達一甲子的齟齬，象徵性地劃下了句點。